# Campionato nordamericano maschile under 17 di calcio 1996
Il Campionato nordamericano di calcio Under-17 1994 è stata l'ottava edizione della competizione omonima organizzata dalla CONCACAF.
Si è tenuto dal 18 al 31 agosto a Trinidad e Tobago e ha visto il Messico conquistare il torneo.
Messico, Stati Uniti e Costa Rica guadagnarono inoltre l’accesso al Campionato mondiale di calcio Under-17 1997 che si svolse in Egitto.

## Primo turno

### Gruppo A
| Pos. | Squadra         | Pt | G | V | N | P | GF | GS | DR  |
| ---- | --------------- | -- | - | - | - | - | -- | -- | --- |
| 1.   | Costa Rica      | 9  | 3 | 3 | 0 | 0 | 13 | 4  | +9  |
| 2.   | Stati Uniti     | 6  | 3 | 2 | 0 | 1 | 10 | 3  | +7  |
| 3.   | Rep. Dominicana | 0  | 2 | 0 | 0 | 2 | 1  | 5  | -4  |
| 4.   | Bermuda         | 0  | 2 | 0 | 0 | 2 | 1  | 13 | -12 |

| Squadra 1       | Risultato   | Squadra 2       |
| --------------- | ----------- | --------------- |
| Bermuda         | 0 - 5       | Stati Uniti     |
| Costa Rica      | 2 - 1       | Rep. Dominicana |
| Bermuda         | 1 - 8       | Costa Rica      |
| Rep. Dominicana | 0 - 3       | Stati Uniti     |
| Bermuda         | non giocata | Rep. Dominicana |
| Costa Rica      | 3 - 2       | Stati Uniti     |

### Gruppo B
| Pos. | Squadra   | Pt | G | V | N | P | GF | GS | DR  |
| ---- | --------- | -- | - | - | - | - | -- | -- | --- |
| 1.   | Messico   | 9  | 3 | 3 | 0 | 0 | 15 | 1  | +14 |
| 2.   | Guatemala | 6  | 3 | 2 | 0 | 1 | 5  | 5  | 0   |
| 3.   | Honduras  | 0  | 2 | 0 | 0 | 2 | 0  | 4  | -4  |
| 4.   | Martinica | 0  | 2 | 0 | 0 | 2 | 0  | 10 | -10 |

| Squadra 1 | Risultato   | Squadra 2 |
| --------- | ----------- | --------- |
| Guatemala | 3 - 0       | Martinica |
| Honduras  | 0 - 3       | Messico   |
| Guatemala | 1 - 0       | Honduras  |
| Martinica | 0 - 7       | Messico   |
| Honduras  | non giocata | Martinica |
| Guatemala | 1 - 5       | Messico   |

### Gruppo C
| Pos. | Squadra           | Pt | G | V | N | P | GF | GS | DR  |
| ---- | ----------------- | -- | - | - | - | - | -- | -- | --- |
| 1.   | Canada            | 7  | 3 | 2 | 1 | 0 | 6  | 2  | +4  |
| 2.   | Trinidad e Tobago | 5  | 3 | 1 | 2 | 0 | 7  | 2  | +5  |
| 3.   | El Salvador       | 4  | 3 | 1 | 1 | 1 | 6  | 4  | +2  |
| 4.   | Antille Olandesi  | 0  | 3 | 0 | 0 | 3 | 2  | 13 | -11 |

| Squadra 1         | Risultato | Squadra 2        |
| ----------------- | --------- | ---------------- |
| Trinidad e Tobago | 5 - 0     | Antille Olandesi |
| Canada            | 2 - 0     | El Salvador      |
| Canada            | 3 - 1     | Antille Olandesi |
| Trinidad e Tobago | 1 - 1     | El Salvador      |
| El Salvador       | 5 - 1     | Antille Olandesi |
| Trinidad e Tobago | 1 - 1     | Canada           |

## Secondo turno
| Pos. | Squadra     | Pt | G | V | N | P | GF | GS | DR |
| ---- | ----------- | -- | - | - | - | - | -- | -- | -- |
| 1.   | Messico     | 9  | 3 | 3 | 0 | 0 | 8  | 1  | +7 |
| 2.   | Stati Uniti | 4  | 3 | 1 | 1 | 1 | 4  | 4  | 0  |
| 3.   | Costa Rica  | 4  | 3 | 1 | 1 | 1 | 4  | 6  | -2 |
| 4.   | Canada      | 0  | 3 | 0 | 0 | 3 | 1  | 6  | -5 |

| Squadra 1  | Risultato | Squadra 2   |
| ---------- | --------- | ----------- |
| Canada     | 1 - 3     | Costa Rica  |
| Messico    | 3 - 1     | Stati Uniti |
| Costa Rica | 0 - 4     | Messico     |
| Canada     | 0 - 2     | Stati Uniti |
| Canada     | 0 - 1     | Messico     |
| Costa Rica | 1 - 1     | Stati Uniti |

Messico, Stati Uniti e Costa Rica qualificate al Campionato mondiale di calcio Under-17 1997